# Kriegerdenkmal Leuna

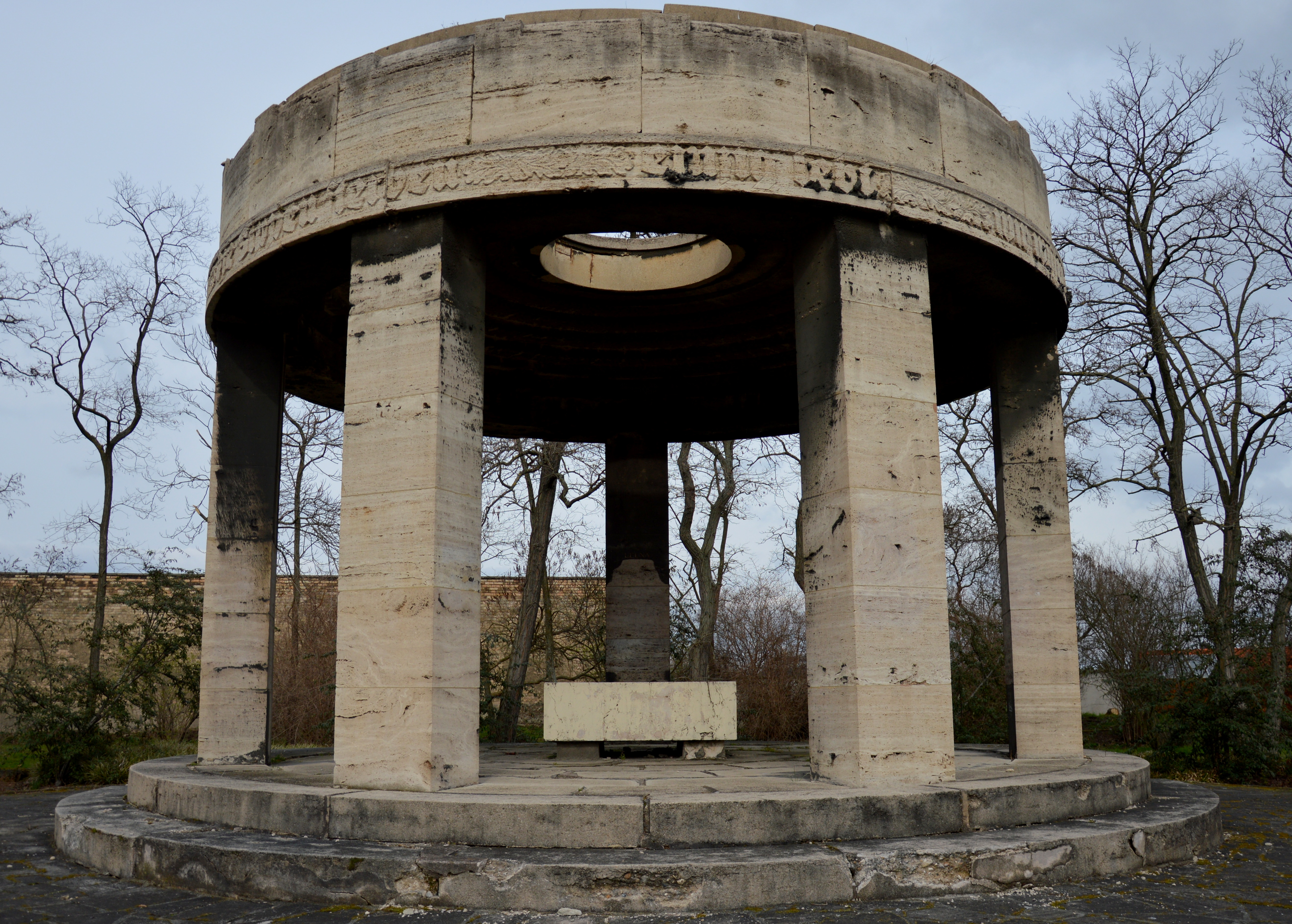
Kriegerdenkmal Leuna

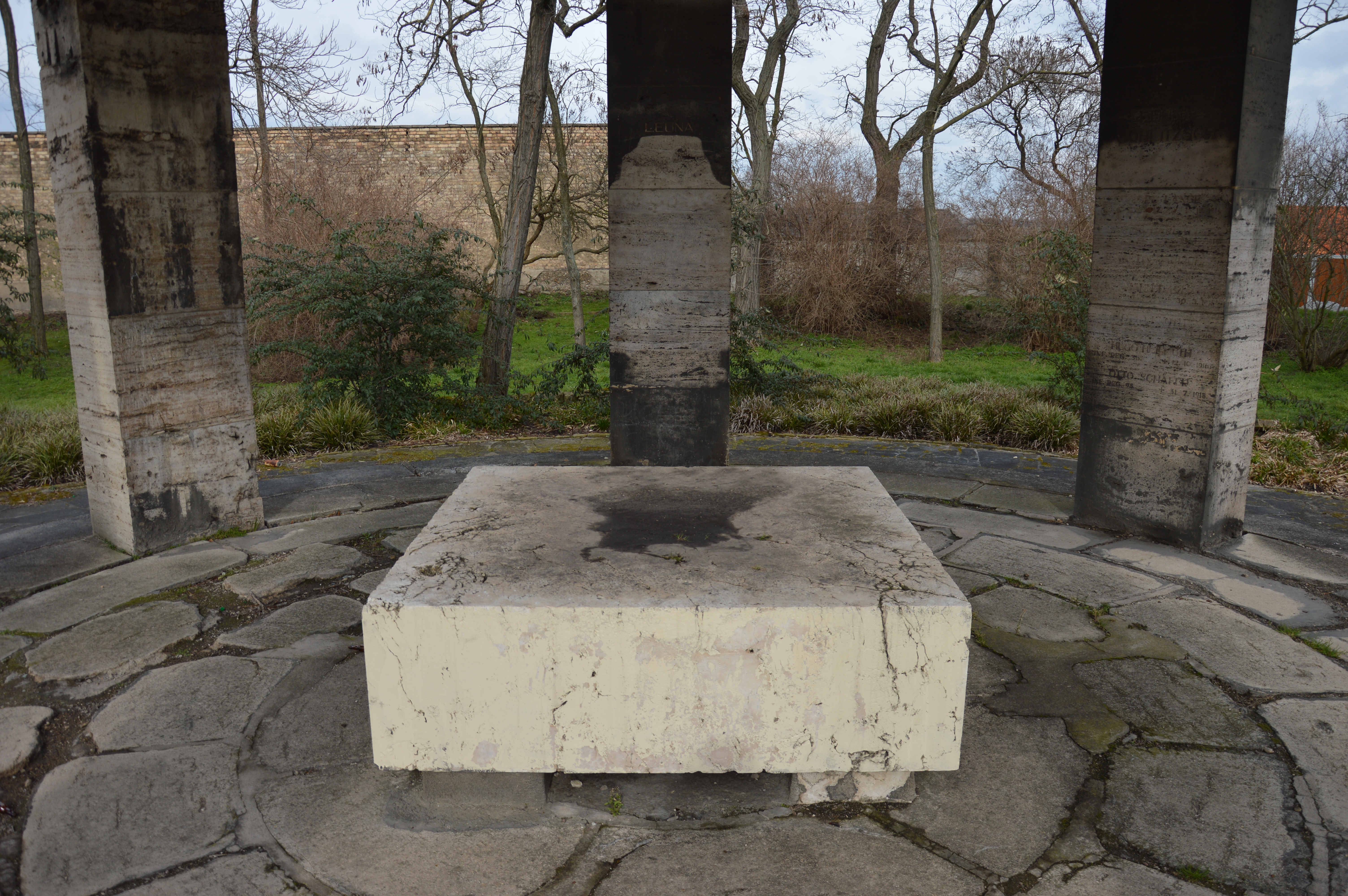
Innenbereich

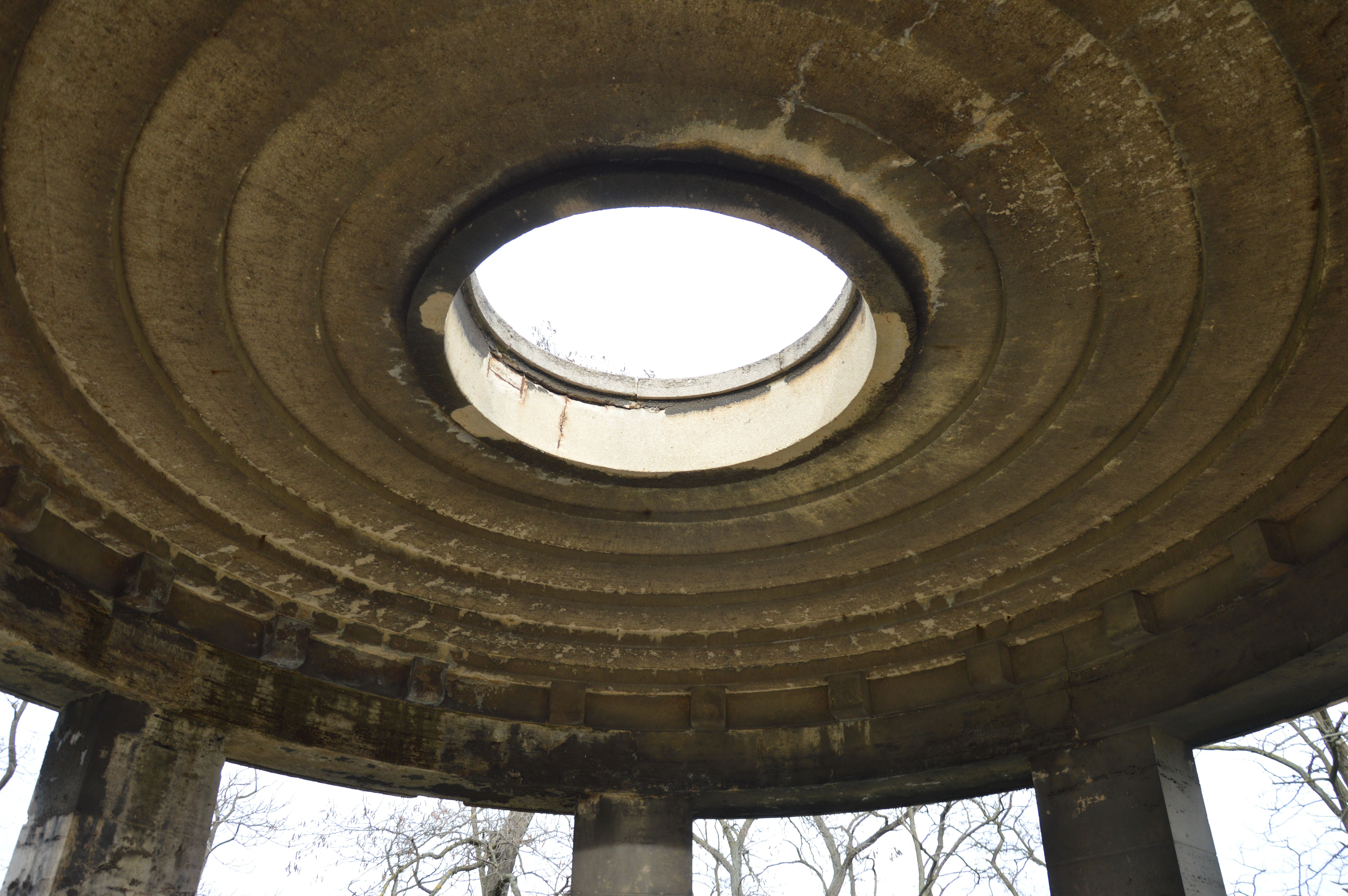
Decke

Das Kriegerdenkmal in Leuna ist ein denkmalgeschütztes Kriegerdenkmal in der Stadt Leuna in Sachsen-Anhalt.

## Lage
Das Denkmal steht nördlich des Leunaer Stadtzentrums an der Nordseite der Brückenstraße, unmittelbar südlich des Ortsteils Rössen. Etwas weiter östlich liegt der Rössener Hügel, westlich die Rössener St.-Nikolai-Kirche.

## Architektur und Geschichte
Das Kriegerdenkmal wurde zur Erinnerung an die Gefallenen des Ersten Weltkriegs nach einem Entwurf des Leunaer Architekten H. Busse im Jahr 1937 errichtet. Es hat die Grundform eines Rundtempels und ist mit seiner monumentalen Gestaltung typisch für die Architektur in der Zeit des Nationalsozialismus.
In der Liste der Kulturdenkmale in Leuna ist das Kriegerdenkmal unter der Erfassungsnummer 094 20776 als Baudenkmal verzeichnet.